# 1. Division 1991-1992
L'edizione 1991-92 della Bundesliga vide la vittoria finale dell'Austria Vienna.
Capocannoniere del torneo fu Christoph Westerthaler dello Swarovski Tirol, con 17 reti.

## La formula
Le dodici squadre del torneo si scontrano in un girone all'italiana con partite di andata e ritorno. Le prime otto accedono ai Meister playoff, le ultime quattro più le prime quattro della Erste Liga ai Mittlere playoff. Alla fine la vincente dei Meister playoff è Campione d'Austria e le squadre seguenti ottengono la qualificazione alla Coppa UEFA (anche in seguito all'embargo ONU alla Jugoslavia), mentre le prime quattro dei Mittlere playoff ottengono il diritto di partecipare alla prossima edizione della Bundesliga austriaca.

## Stagione autunnale
|    | Classifica           | G  | V  | N | P  | GF | GS | Pt |
| -- | -------------------- | -- | -- | - | -- | -- | -- | -- |
| 1  | SV Casino Salisburgo | 22 | 16 | 2 | 4  | 43 | 18 | 34 |
| 2  | Austria Vienna       | 22 | 14 | 5 | 3  | 51 | 21 | 33 |
| 3  | Swarovski Tirol      | 22 | 12 | 5 | 5  | 48 | 34 | 29 |
| 4  | FC Stahl Linz        | 22 | 11 | 6 | 5  | 36 | 24 | 28 |
| 5  | Rapid Vienna         | 22 | 10 | 7 | 5  | 37 | 24 | 27 |
| 6  | Admira Wacker        | 22 | 10 | 7 | 5  | 33 | 22 | 27 |
| 7  | VSE Sankt Pölten     | 22 | 6  | 6 | 10 | 25 | 34 | 18 |
| 8  | SK Vorwärts Steyr    | 22 | 7  | 3 | 12 | 28 | 29 | 17 |
| 9  | Sturm Graz           | 22 | 6  | 3 | 13 | 21 | 36 | 15 |
| 10 | Kremser SC           | 22 | 4  | 6 | 12 | 23 | 43 | 14 |
| 11 | First Vienna FC      | 22 | 4  | 6 | 12 | 20 | 43 | 14 |
| 12 | Donawitzer SV Alpine | 22 | 1  | 6 | 15 | 11 | 48 | 8  |

## Stagione primaverile
La classifica finale dei Meister playoff è ottenuta sommando una parte dei punti della stagione autunnale con quelli dei playoff stessi, mentre per i Mittlere playoff i punti sono quelli dei soli playoff.

### Meister playoff
|   | Classifica           | G  | V  | N | P  | GF | GS | Pt |
| - | -------------------- | -- | -- | - | -- | -- | -- | -- |
| 1 | Austria Vienna       | 36 | 21 | 7 | 8  | 73 | 36 | 33 |
| 2 | SV Casino Salisburgo | 36 | 23 | 4 | 9  | 62 | 37 | 33 |
| 3 | Swarovski Tirol      | 36 | 21 | 5 | 10 | 69 | 49 | 33 |
| 4 | Admira Wacker        | 36 | 17 | 9 | 10 | 57 | 42 | 30 |
| 5 | Rapid Vienna         | 36 | 16 | 9 | 11 | 58 | 40 | 28 |
| 6 | FC Stahl Linz        | 36 | 15 | 9 | 12 | 47 | 45 | 25 |
| 7 | SK Vorwärts Steyr    | 36 | 12 | 5 | 19 | 47 | 48 | 21 |
| 8 | VSE Sankt Pölten     | 36 | 9  | 9 | 18 | 38 | 59 | 18 |

### Mittlere playoff
|   | Classifica           | G  | V | N | P | GF | GS | Pt |
| - | -------------------- | -- | - | - | - | -- | -- | -- |
| 1 | Sturm Graz           | 14 | 4 | 9 | 1 | 18 | 11 | 17 |
| 2 | *VfB Mödling         | 14 | 5 | 6 | 3 | 16 | 15 | 16 |
| 3 | *Linzer ASK          | 14 | 5 | 5 | 4 | 19 | 17 | 15 |
| 4 | *Wiener Sport-Club   | 14 | 5 | 4 | 5 | 23 | 18 | 14 |
| 5 | First Vienna FC      | 14 | 5 | 4 | 5 | 15 | 13 | 14 |
| 6 | Donawitzer SV Alpine | 14 | 6 | 2 | 6 | 17 | 20 | 14 |
| 7 | Kremser SC           | 14 | 3 | 6 | 5 | 22 | 25 | 12 |
| 8 | *Grazer AK           | 14 | 3 | 4 | 7 | 12 | 23 | 10 |

(*)Squadre appartenenti alla Erste Liga.

## Verdetti
- Austria Vienna Campione d'Austria 1992-93.
- SV Casino Salisburgo, Swarovski Tirol e Rapid Vienna ammesse alla Coppa UEFA 1992-1993.
- Sturm Graz, VfB Mödling, Linzer ASK e Wiener Sport-Club ammesse alla Bundesliga 1992-1993.